# Banachek

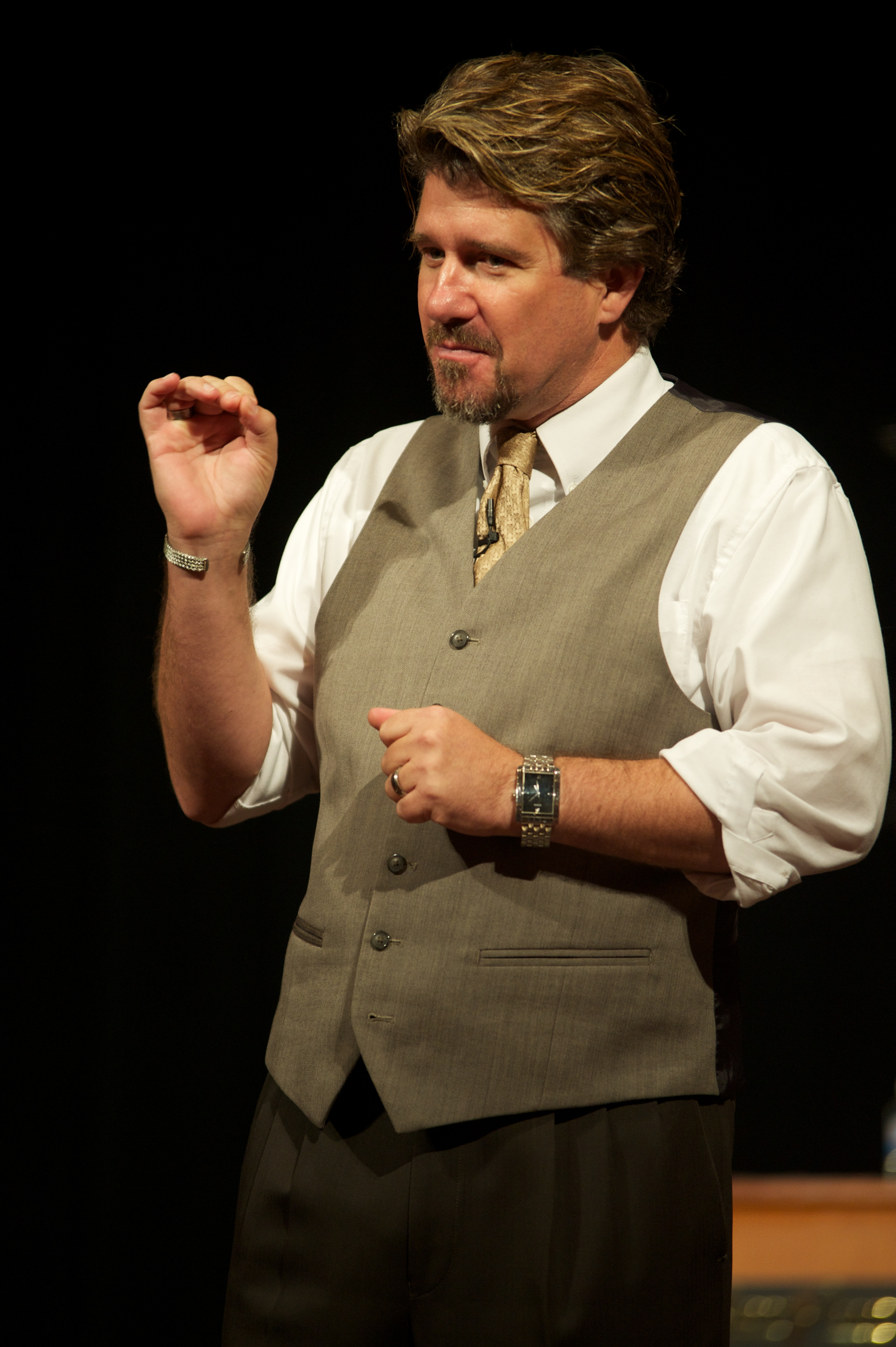
Banachek

Banachek, eigentlich Steven Shaw (* 30. November 1960 in England) ist ein britischer Mentalist. Er schrieb Bücher über Psychologie und Mentalismus.

## Leben
Banachek wurde in England geboren, wuchs aber in Südafrika und in Australien auf. Als er 1976 nach Amerika übersiedelte, begann er mit der Zauberei. Er entwickelte viele Prinzipien und schrieb einige Bücher und produzierte auch DVDs. Er arbeitete mit James Randi beim Projekt Alpha zusammen. Oft war er auch im Fernsehen zu sehen, wie bei Mindfreak, CBN oder anderen Sendern.

## Filmografie
- 1983: Magic or Miracle
- 2005–2008: Criss Angel Mindfreak
- 2006: CNN Live[1]
- 2007: Phenomenon